# Horst Wohlers
Horst Wohlers (Brunsbüttel, 6 agosto 1949) è un allenatore di calcio ed ex calciatore tedesco, di ruolo centrocampista.

## Palmarès

### Giocatore

#### Competizioni nazionali
- Campionato tedesco: 2

Borussia Mönchengladbach: 1975-1976, 1976-1977

#### Competizioni internazionali
- Coppa UEFA: 1

Borussia Mönchengladbach: 1978-1979

### Allenatore

#### Competizioni internazionali
- Coppa Piano Karl Rappan: 2

Bayern Uerdingen: 1990, 1991